# Macaca leucogenys
Macaca leucogenys é uma espécie de mamífero da família Cercopithecidae. Pode ser encontrada na região de Medog no sudeste do Tibete e possivelmente no estado de Arunachal Pradesh, na Índia.